# Trạm xe buýt Viêng Chăn

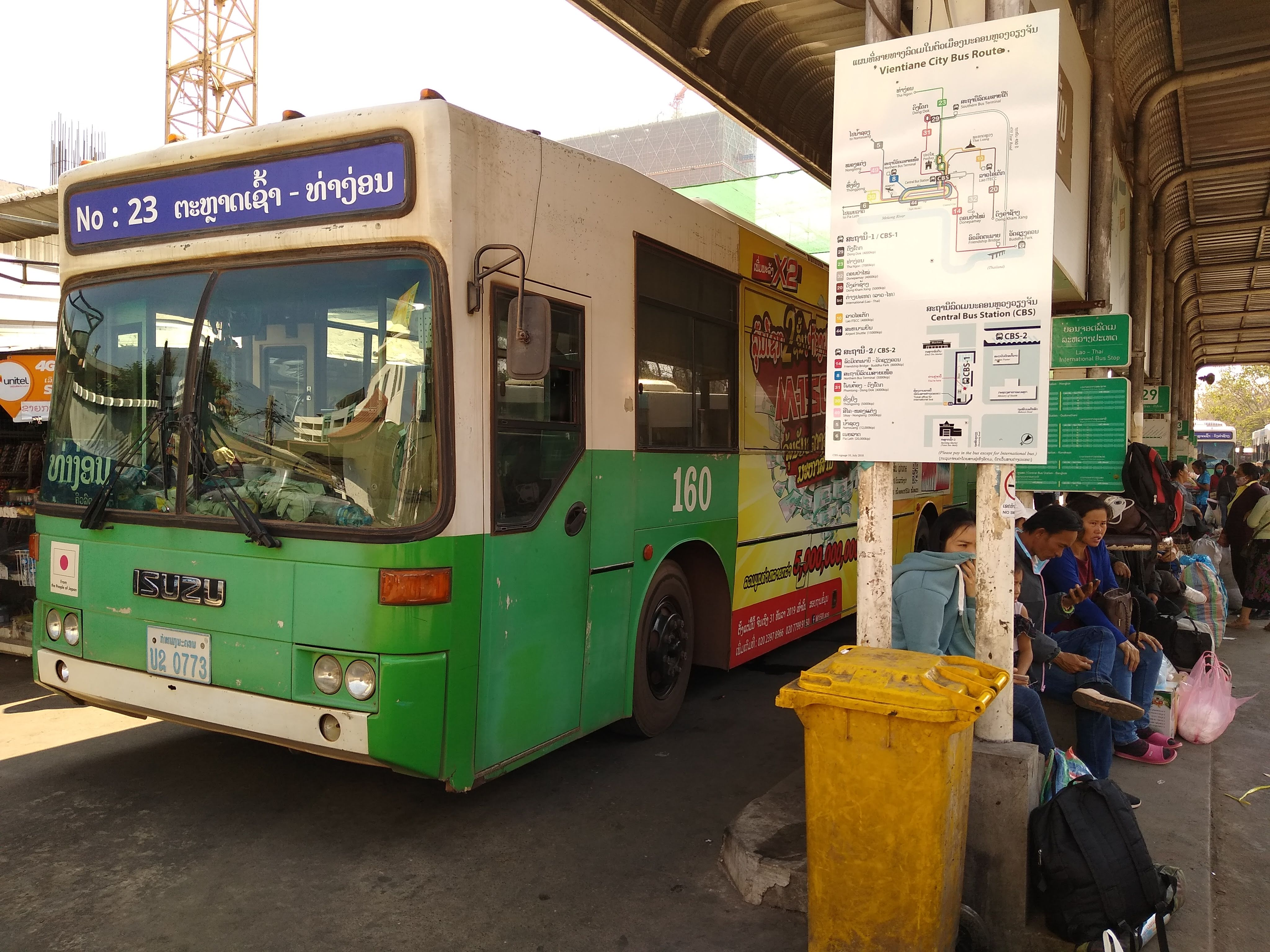
Trạm xe buýt Trung tâm

Trạm xe buýt Viêng Chăn hay Bến xe Viêng Chăn là trạm xe buýt chính ở thủ đô Viêng Chăn của Lào được chia thành 3 trạm sau:
- Trạm xe buýt Trung tâm: Nằm trong thành phố (đối diện Chợ Sáng), phục vụ các chuyến xe buýt chạy trong nội thành thủ đô, các tỉnh xung quanh và giữa Viêng Chăn với Nong Khai, Udon Thani và Khon Kaen của Thái Lan.
- Trạm xe buýt phía Bắc: Nằm trên đường T2, phục vụ các chuyến xe buýt chạy giữa Viêng Chăn và miền Bắc đất nước.
- Trạm xe buýt phía Nam: Tọa lạc tại khu vực Dong Dok trên đường 13 về phía Nam, cách trung tâm thành phố khoảng 10-15 phút lái xe. Trạm này phục vụ các chuyến xe buýt chạy giữa Viêng Chăn và các tỉnh miền Nam, bao gồm cả Thakhek và Savannakhet. Trạm này cũng phục vụ các chuyến xe buýt chạy giữa Viêng Chăn với Việt Nam và Campuchia.